# 米涅雷特
米涅雷特（法語：Mignerette，法語發音：[miɲʁɛt]）是法国卢瓦雷省的一个市镇，属于蒙塔日区。

## 地理
米涅雷特（48°3'18"N, 2°36'2"E）面积6.21 平方千米，位于法国中央-卢瓦尔河谷大区卢瓦雷省，该省份为法国中北部省份，北起埃松省，西北接厄尔-卢瓦省，西南接卢瓦-谢尔省，南至涅夫勒省和谢尔省，东临约讷省，东北接塞纳-马恩省。
与米涅雷特接壤的市镇（或旧市镇、城区）包括：库尔唐皮埃尔、沙普隆、科尔贝耶、米涅尔、穆隆。

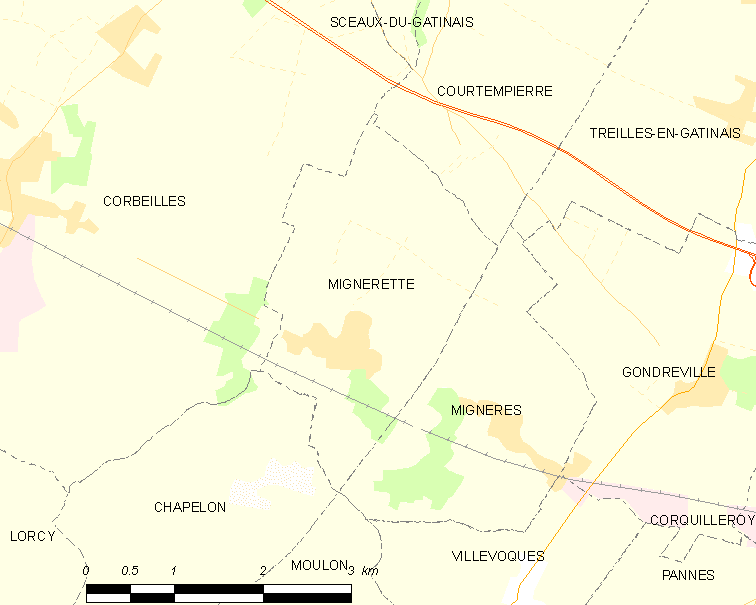
米涅雷特的OSM定位图

米涅雷特的时区为UTC+01:00、UTC+02:00（夏令时）。

## 行政
米涅雷特的邮政编码为45490，INSEE市镇编码为45207。

## 政治
米涅雷特所属的省级选区为库特奈县。

## 人口

1962-2008年间米涅雷特人口变化图示

米涅雷特于2022年1月1日时的人口数量为357人。